# فيكتور بلاسكو
فيكتور بلاسكو (بالإسبانية: Victor Blasco) هو لاعب كرة قدم إسباني، ولد في 1 يوليو 1994 في برشلونة في إسبانيا. لعب مع Whitecaps FC 2 ‏.

## وصلات خارجية
- فيكتور بلاسكو على موقع قاعدة بيانات كرة القدم.إي يو (الإنجليزية)
- فيكتور بلاسكو على موقع قاعدة بيانات كرة القدم.إي يو (الإنجليزية)